# 三河回族乡
三河回族乡是中华人民共和国内蒙古自治区呼伦贝尔市额尔古纳市下辖的一个民族乡。为著名的三河牛，三河马的故乡,著名景点白桦林景区。
回族人口占当地总人口50%，三河回族乡共有1座清真寺。另有400多人的俄罗斯族。

## 行政区划
三河回族乡下辖以下村级行政区划单位：
苏沁社区和三河社区。